# Margasuka
Margasuka is een bestuurslaag in het regentschap Kota Bandung van de provincie West-Java, Indonesië. Margasuka telt 13.864 inwoners (volkstelling 2010).